# Церква святителя Миколая Чудотворця (Печірна)
Церква святителя Миколая Чудотворця в Печірній — парафія і храм Лановецького благочиння Тернопільської єпархії Православної церкви України в селі Печірна Кременецького району Тернопільської области.
Оголошена пам'яткою архітектури місцевого значення (охоронний номер 1644).

## Історія церкви
Храм був збудований у 1759 році стараннями поміщика Войцеха Ржищевського. Це була дерев'яна споруда. У жовтні 1868 року, після ремонту, церкву освятили. У 1888 році виготовили триярусний іконостас, а у 1893 році — кіот. У 1901 році храм пофарбували ззовні.
Мурований престол освячено на честь святителя Миколая Чудотворця. Відпусти проводяться щороку 9 травня та 6 грудня.
Парафіяльним священником був Данило Марченко, якого 16 лютого 1877 року архієпископ Волинський Димитрій рукоположив у диякони.

## Парохи
- о. Антоній,
- о. Тихон,
- о. Палладій,
- о. Данило Марченко,
- єпископ Кременецький Амвросій (1904),
- о. Федір Кулик (з ?).